# Сату Маре (Круча)
Сату Маре (рум.  — „Велико Село”) насеље је у Румунији у округу Сучава у општини Круча. Oпштина се налази на надморској висини од 727 m.

## Становништво
Према подацима из 2011. године у насељу је живело 375 становника.